# Dendronephthya tenuis
Dendronephthya tenuis är en korallart som beskrevs av Tixier-Durivault och Prevor 1960. Dendronephthya tenuis ingår i släktet Dendronephthya och familjen Nephtheidae. Inga underarter finns listade i Catalogue of Life.